# The Last Waltz (album, 2002)
Pour les articles homonymes, voir The Last Waltz.
Le coffret The Last Waltz est une réédition parue en 2002 de l'album de 1978 The Last Waltz bande originale du film The Last Waltz, relatant le concert d'adieu du Band. Les 44 titres sont tirés du concert, dont 24 titres jusque-là inédits, agrémentés de quelques répétitions.
Les bandes de certaines chansons avaient été retravaillées après le concert, c'est-à-dire que des vocaux avaient été ajoutés. La version originale est présentée ici ; c'est le cas de Forever young avec Bob Dylan.
Quelques jam sessions du concert sont aussi présentées.

## Titres
Sauf indication contraire, toutes les compositions sont de Robbie Robertson.

### CD un
1. "Theme from the Last Waltz"** – 3:52
2. "Up on Cripple Creek"** – 5:31
3. "The Shape I'm In" – 4:10
4. "It Makes No Difference" – 6:51
5. "Who Do You Love?"** (Bo Diddley) – 4:51
6. "Life Is a Carnival" (Rick Danko, Levon Helm, Robbie Robertson) – 4:25
7. "Such a Night"** (Dr. John) – 4:41
8. "The Weight"* – 4:50
9. "Down South in New Orleans" (Jack Anglin, Jim Anglin, Johnnie Wright) – 3:11
10. "This Wheel's on Fire"* (Danko, Bob Dylan) – 3:54
11. "Mystery Train" (Junior Parker, Sam Phillips) – 5:03
12. "Caldonia"* (Louis Jordan) – 6:08
13. "Mannish Boy" (Mel London, McDaniel, Muddy Waters) – 6:40
14. "Stage Fright" – 4:31

### CD deux
1. "Rag Mama Rag"* – 4:34
2. "All Our Past Times"* (Eric Clapton, Danko) – 5:01
3. "Further on Up the Road"** (Don Robey, Joe Veasey) – 5:30
4. "Ophelia" – 3:45
5. "Helpless" (Neil Young) – 5:53
6. "Four Strong Winds"* (Ian Tyson) – 4:37
7. "Coyote" (Joni Mitchell) – 5:28
8. "Shadows and Light"* (Mitchell) – 5:45
9. "Furry Sings the Blues"* (Mitchell) – 5:09
10. "Acadian Driftwood"* – 7:07
11. "Dry Your Eyes"** (Neil Diamond, Robertson) – 4:16
12. "The W.S. Walcott Medicine Show"* – 3:39
13. "Too Ra Loo Ra Loo Ral" (James Royce Shannon) – 4:10
14. "Caravan"** (Van Morrison) – 6:12

### CD trois
1. "The Night They Drove Old Dixie Down"** – 4:35
2. "The Genetic Method/Chest Fever"* (Garth Hudson, Robertson) – 2:41
3. "Baby, Let Me Follow You Down" (Reverend Gary Davis) – 2:56
4. "Hazel"* (Dylan) – 3:41
5. "I Don't Believe You (She Acts Like We Never Have Met)" (Dylan) – 3:29
6. "Forever Young"** (Dylan) – 5:51
7. "Baby, Let Me Follow You Down (Reprise)"** (Davis) – 2:59
8. "I Shall Be Released"** (Dylan) – 4:50
9. "Jam #1"* – 5:32
10. "Jam #2"* – 9:10
11. "Baby Don't You Do It"* (L. Dozier-B. Holland-E. Holland) – 6:19
12. "Greensleeves"* (Traditionnel) – 1:37

### CD quatre
1. "The Well" – 3:32
2. "Evangeline" – 3:10
3. "Out of the Blue"** – 3:20
4. "The Weight" – 4:35
5. "The Last Waltz Refrain" – 1:32
6. "Theme from the Last Waltz" – 3:26
7. "King Harvest (Has Surely Come)"* – 3:52
8. "Tura Lura Lural"* (répétition) (James Royce Shannon) – 3:52
9. "Caravan"* (répétition) (Morrison) – 6:30
10. "Such a Night"* (répétition) (Rebennack) – 5:24
11. "Rag Mama Rag"* (répétition) – 3:52
12. "Mad Waltz"* (version ancienne de "The Well") – 5:30
13. "The Last Waltz Refrain"* (version instrumentale ancienne) – 0:50
14. "The Last Waltz Theme"* (version d'essai) – 3:34

Note * : précédemment inédit.

Note ** : contient des éléments supplémentaires.

## Musiciens

### The Band
- Rick Danko – guitare basse, fiddle, chant
- Levon Helm – batterie, mandoline, chant
- Garth Hudson – orgue, accordéon, synthétiseur, Instrument à vent, clavinet
- Richard Manuel – piano, batterie, orgue, clavinet, claviers, dobro, chant
- Robbie Robertson – guitares, piano

### Sectionvents
- Rich Cooper – trompette, bugle
- Jim Gordon – flûte, saxophone ténor, clarinette
- Jerry Hey – trompette, bugle
- Howard Johnson – tuba, saxophone baryton, bugle, clarinette basse
- Charlie Keagle – clarinette, flûte, saxophone alto, saxophone ténor saxophone soprano
- Tom Malone – trombone, euphonium, flûte alto, trombone basse
- Larry Packer – violon électrique
- arrangements des instruments à vent de Henry Glover, Garth Hudson, Howard Johnson, Tom Malone, John Simon et Allen Toussaint

### Invités
- Paul Butterfield – harmonica, chant
- Bobby Charles – chant
- Eric Clapton – guitare, chant
- Neil Diamond – guitare, chant
- Dr. John – piano, guitare, congas, chant
- Bob Dylan – guitare, chant
- Bill Graham – remerciements
- Emmylou Harris – guitare, chant
- Ronnie Hawkins – chant
- Alison Hormel – chant harmonique
- Bob Margolin – guitare
- Joni Mitchell – guitare, chant
- Van Morrison – vocaux
- Pinetop Perkins – piano, chant
- Carl Radle – guitare basse
- Dennis St. John – batterie
- John Simon – piano
- Cleotha Staples – vocaux
- Mavis Staples – vocaux
- Roebuck "Pops" Staples – guitare, vocaux
- Yvonne Staples – vocaux
- Ringo Starr – batterie
- Stephen Stills – guitare
- Muddy Waters – vocaux
- Ronnie Wood – guitare
- Neil Young – guitare, harmonica, vocaux